# Конрад II (Велфи)
Вижте пояснителната страница за други личности с името Конрад II.
Конрад II Млади (на френски: Conrad II) от род Велфи, е маркграф на Горна Бургундия (Трансюрания) от 866 г.

## Живот
Той е най-големият син на Конрад I Стари, граф на Оксер, и Аделхайд фон Тур, дъщеря на граф Хуго фон Тур. Неговият по-малък брат е Хуго Абат († 886). По бащина линия е племенник на Юдит Баварска († 843) и на кралица Хема († 876). Той е братовчед на император Карл II Плешиви.
Конрад II Млади наследява от баща си през 863 г. титлата граф на Оксер, но тя му е взета от Карл II Плешиви. Тогава той отива при племенника си Лотар II. През 864 г. Лотар II и Лудвиг II го изпращат да потуши бунта на Хугберт Бозонид. Той побеждава и след две години през 866 г. получава титлата маркграф на Трансюрания. Уравлява до смъртта си, чиято година не е известна.

## Фамилия
∞ 1 . за Юдит († 863/881) от род Унруохинги, дъщеря на маркграф Еберхард от Фриули и на Гизела, дъщеря на император Лудвиг Благочестиви; имат една дъщеря:
- Адалгунда

∞ 2. за Валдрада (* 801) от Вормс, с която има две деца:
- Рудолф I († 25 октомври 912), 872 маркграф на Трансюрания, 878 граф, 888 прокламация в Saint-Maurice-d’Agaune за крал на Бургундия; ∞ Вила Бургундска
- Аделхайд, 921 – 928/929 доказана, получава 888 от брат си доживотно манастира Romainmôtier ∞ 887/888 г. Рихард I Застъпник (Richard le Justicier), † 921, херцог на Бургундия (Бувиниди)